# Microsoft Surface Pro 2017
Das Microsoft Surface Pro (2017 bzw. 5) ist ein Convertible-PC des Herstellers Microsoft. Das Gerät wurde am 23. Mai 2017 angekündigt und ist seit Mitte Juni 2017 in Deutschland erhältlich.

## Technische Daten
Das Microsoft Surface Pro besitzt wie schon das Surface Pro 4 ein 12,3 Zoll großes „PixelSense“-IPS-Display mit einer Auflösung von 2.736 × 1.824 Pixel, was zu einer Pixeldichte von 267 Pixeln pro Zoll führt. Das Display ist zudem mit der n-trig-Technologie kompatibel, wodurch aktive Eingabestifte wie der Surface Pen unterstützt werden.
Als Prozessor kommen entweder der Intel Core m3-7Y30, der Intel Core i5-7300U oder der Intel Core i7-7660U zum Einsatz, welcher je nach Variante von 4, 8 oder 16 Gigabyte Arbeitsspeicher unterstützt wird. Gekühlt wird, anders als noch im Surface Pro 4 nur noch die i7 Variante durch einen aktiven Lüfter. Die anderen Prozessorvarianten werden ausschließlich passiv gekühlt. Der Massenspeicher ist entweder 128, 256, 512 oder 1024 Gigabyte groß. Die Grafikeinheit ist in den Prozessor integriert und variiert somit je nach Variante. Bei der m3-Version wird die Intel HD-Graphics 615, bei der i5-Variante die Intel HD-Graphics 620 und bei der i7-Version die Intel Iris-Graphics 640 eingesetzt.
Als Anschlüsse verfügt das Surface Pro über einen USB 3.0-Port, einen Mini-DisplayPort, ein Surface Connect-Anschluss zum Laden und zum Anschließen des Surface Docks, sowie einen 3,5mm Kopfhöreranschluss. Der interne Speicher kann über den microSD-Kartenleser (microSDXC) erweitert werden. Eine Verbindung zu anderen Geräten kann auch kabellos über WLAN und Bluetooth 4.1 hergestellt werden.
Auf der Vorderseite sind eine 5-Megapixel-Digitalkamera sowie eine Infrarotkamera für die biometrische Gesichtserkennung mit Windows Hello zur Entsperrung angebracht. Auf der Rückseite befindet sich eine 8-Megapixel-Digitalkamera mit Autofokus.

## Gehäuse
Das Gehäuse des Surface Pro ist aus einer Magnesium-Legierung gefertigt, die laut Microsoft besonders widerstandsfähig und leicht ist. Neu ist, dass der stufenlose Kickstand sich jetzt bis 165 Grad öffnen lässt.

## Zubehör
Für das Microsoft Surface Pro 2017 ist wie auch für die Vorgänger spezielles Zubehör von Microsoft zu erwerben. Weiterhin ist Zubehör des Surface Pro 4 kompatibel.

### Surface Type Cover
Das Surface TypeCover ist eine Tastatur, welche an die Unterseite des Surface angeschlossen wird. Neben den Tasten im Chiclet-Design gibt es zudem auch ein Glas-Touchpad auf dem TypeCover. Unter anderem gibt es auch eine Variante mit einem Fingerabdrucksensor.

### Surface Pen
Der Surface Pen 5 ist ein aktiver Eingabestift, der 4096 Druckstufen sowie eine Neigungserkennung besitz, für Eingaben auf dem Display des Surface Pro. Dieser ist zudem erstmals in unterschiedlichen Farben erhältlich. Die Technologie stammt von n-trig.

### Surface Dial
Das Surface Dial ist ein Puck ähnliches Eingabegerät, welches sowohl On- als auch Off-Screen verwendet werden kann. Damit können verschiedene Aktionen durch drücken und drehen ausgewählt werden.

## Konfigurationen
| CPU                          | GPU                        | Arbeitsspeicher          | Speicher                          | Mobilfunk (LTE) | Preis (UVP) |
| Intel Core m3-7Y30 Zweikern  | Intel UHD-Grafik 615       | 4GB RAM 1866 MHz LPDDR3  | 128GB Solid State Drive (SSD)     | nein            | 949 Euro    |
| Intel Core i5-7300U Zweikern | Intel UHD-Grafik 620       | 4GB RAM 1866 MHz LPDDR3  | 128GB Solid State Drive (SSD)     | optional        | 1119 Euro   |
| Intel Core i5-7300U Zweikern | Intel UHD-Grafik 620       | 4GB RAM 1866 MHz LPDDR3  | 128GB Solid State Drive (SSD)     | optional        | 1249 Euro   |
| Intel Core i5-7300U Zweikern | Intel UHD-Grafik 620       | 8GB RAM 1866 MHz LPDDR3  | 128GB Solid State Drive (SSD)     | optional        | 1249 Euro   |
| Intel Core i5-7300U Zweikern | Intel UHD-Grafik 620       | 8GB RAM 1866 MHz LPDDR3  | 256GB Solid State Drive (SSD)     | optional        | 1449 Euro   |
| Intel Core i7-7660U Zweikern | Intel Iris Plus Grafik 640 | 8GB RAM 1866 MHz LPDDR3  | 256GB Solid State Drive (SSD)     | nein            | 1799 Euro   |
| Intel Core i7-7660U Zweikern | Intel Iris Plus Grafik 640 | 16GB RAM 1866 MHz LPDDR3 | 512GB Solid State Drive (SSD)     | nein            | 2499 Euro   |
| Intel Core i7-7660U Zweikern | Intel Iris Plus Grafik 640 | 16GB RAM 1866 MHz LPDDR3 | 1TB Solid State Drive (PCIE NVMe) | nein            | 3099 Euro   |